# 丘基奇鄉
44°56′N 21°37′E / 44.933°N 21.617°E
丘基奇鄉（羅馬尼亞語：Comuna Ciuchici, Caraș-Severin），是羅馬尼亞的鄉份，位於該國西南部，由卡拉什-塞維林縣負責管轄，面積56平方公里，海拔高度145米，2007年人口1,057，人口密度每平方公里19人。